# KF Tirana
Maillots
Actualités
Le KF Tirana est un club albanais de football basé à Tirana. Le club de football fait partie du club sportif omnisports SK Tirana, et est le plus titré d'Albanie, avec 54 trophées nationaux majeurs reconnus. Il joue ses matchs à domicile au stade Selman-Stërmasi de Tirana et évolue en Kategoria Superiore.
Le club est fondé le 15 août 1920 sous le nom de Sport Klub Tirana (en français : Sport Club Tirana), mais il change ensuite de nom pour devenir Shoqata e Futbollit Agimi (en français : Agimi Football Association), et il a depuis participé à tous les championnats de première division (en) jamais organisés en Albanie. Cependant, la neuvième place obtenue lors de la saison 2016-2017 relègue le club en deuxième division pour la première fois de son histoire.
Il apparaît sous le nom de SK Tirana entre 1927 et 1947, lorsque le régime communiste renomme de force le club 17 Nëntori Tirana, Puna Tirana et KS 17 Nëntori. En 1991, le KF Tirana reprend son nom d'avant 1947 et est divisé en deux branches, la branche omnisports du SK Tirana et la branche football du KF Tirana.
Le KF Tirana est l'équipe albanaise avec le plus de succès dans les compétitions européennes, ayant franchi les premiers tours à 13 reprises (une fois directement par tirage au sort, sans jouer) depuis ses débuts en Europe lors de la Coupe d'Europe 1966. Il a atteint les huitièmes de finale des compétitions européennes à quatre reprises, dont trois fois dans la seule Coupe d'Europe (aujourd'hui Ligue des champions) dans les années 1980. Le club détient également le record du club albanais le mieux classé selon l'IFFHS, ayant été classé 31e au niveau mondial en 1987, après de bons résultats lors de sa campagne européenne la même année. En outre, le KF Tirana est membre de l'ECA.

## Histoire

### 1920–1937: Débuts du Klubi i Futbollit Tirana
Tirana est officiellement fondé le 15 août 1920. Le premier entraîneur est Palok Nika. Le premier nom du club est Sportklub Tirona, qui fut plus tard changé en Futboll Klub Tirona. L'équipe joue son premier match officiel en octobre à Shallvare (en) contre la Juventus Shkodër.
Tirana joue son premier match international en 1925 contre l'équipe yougoslave de Crnogorac, originaire de Cetinje dans le Monténégro. Le 16 août 1927, jour du septième anniversaire de la création de l'Association sportive Agimi, le club change de nom et devient le Sportklub Tirana, communément appelé SK Tirana. Ce jour-là, le président du club était Teki Selenica.
En 1930, Tirana participe à la première compétition de football officiellement reconnue en Albanie, organisée par la toute nouvelle Fédération albanaise de football. L'équipe domine le tournoi de 1930, atteignant la finale après cinq victoires, quatre nuls et une seule défaite, pour terminer à la première place, à égalité avec le Skënderbeu Korçë, bien qu'avec une différence de buts légèrement supérieure. Tirana affronte en finale du championnat le Skënderbeu Korçë, qui refuse de jouer en signe de protestation contre la partialité de la compétition et de la Fédération albanaise de football à l'égard de Tirana. Le club est désigné champion à l'issue de la finale (2-0).
La saison suivante, le club introduit de nouveaux joueurs tels que le gardien Vasfi Samimi (en), Sabit Çoku, Muhamet Agolli et Halim Begeja. Le format du championnat a changé, divisant les équipes en deux groupes. Tirana est placée dans le Groupe A et parvient à terminer à la première place après avoir récolté cinq points en trois matchs. En finale contre les vainqueurs du Groupe B, Teuta Durrës, l'équipe fait match nul 1-1 à l'aller à domicile mais réussit à s'imposer 3-0 au retour, conservant ainsi son titre de champion.
Tirana continue à dominer le football albanais lors de la saison suivante en 1932, malgré le fait que le format du championnat ait été modifié une fois de plus. Dans un groupe où chaque club joue deux fois l'un contre l'autre, Tirana s'impose facilement en terminant le championnat invaincu, avec cinq victoires et trois nuls, remportant le titre pour la troisième année consécutive, ce qui consolide sa place dans l'histoire en tant que premier club à dominer le football albanais. Le club perd le titre pour la première fois en 1933, terminant à une décevante troisième place sur six, derrière Bashkimi Shkodran et les vainqueurs, Skenderbeu Korçë. Cette période s'avère être une période de transition puisque l'équipe l'emporte largement en 1934, terminant avec cinq points d'avance sur le deuxième Skenderbëu Korçë dans un format à sept équipes.
Les années suivantes, Tirana réussit à remporter le championnat en 1936 et 1937, grâce à l'attaquent Riza Lushta qui est nommé meilleur buteur sur ces deux années. Il s'agit de la dernière compétition organisée par la Fédération albanaise de football avant la Seconde Guerre mondiale, puisqu'il n'y a pas de championnat en 1938 et que la Seconde Guerre mondiale a éclaté en 1939.

### 1939–1947: Années de guerre
En 1939, l'Albanie subit l'invasion italienne ; Giovanni Giro, un fidèle administrateur du ministre des Affaires étrangères Galeazzo Ciano, est chargé d'organiser la première compétition de football sous Victor-Emmanuel III, appelée Turneja Kombëtare E Footbollit Për Ndeshjet E Trofeut Të Liktorit (Tournée nationale de football pour les matchs du Trophée Lictor). Tirana participe au tournoi, éliminant 9-0 sur l'ensemble des deux matchs Dragoj Pogradeci au premier tour pour atteindre les demi-finales. En demi-finale, l'équipe affronte le Skënderbeu Korçë, qu'elle bat 3-0 pour atteindre la finale contre le Vllaznia Shkodër. Lors de la finale disputée sur le terrain de Shallvare dans la capitale le 30 septembre 1939, Tirana remporte le trophée en s'imposant 6-5.
Un tournoi similaire est organisé l'année suivante par le régime fasciste, cette fois dans un format où les équipes sont divisées en deux groupes en fonction de leur situation géographique. Deux des joueurs les plus importants de Tirana, Kryeziu et Lushta, quittent l'Albanie pour l'Italie afin de rejoindre respectivement Bari et la Roma. Lors du premier match, Tirana fait match nul 2-2 contre Vllaznia Shkodër, puis s'impose 3-0 à domicile contre Elbasani. Le reste de la campagne ne s'avère pas fructueux car le Vllaznia termine en tête du groupe devant Tirana et atteint la finale du championnat, où il bat le Skënderbeu Korçë 11-1 sur l'ensemble des deux matchs pour remporter son premier championnat national, à ce jour non reconnu par la Fédération albanaise.
Le championnat n'a pas lieu en 1941, mais il reprend l'année suivante, avec trois clubs du Kosovo. Ces clubs kosovars concourent dans la section nord avec les champions en titre Vllaznia Shkodër, et Tirana, dans le nouveau groupe du centre, tandis que les clubs du sud concourent dans leur propre groupe. À la suite d'une décision étrange, seuls les joueurs nés entre 1921 et 1925 étaient autorisés à participer à la compétition, ce qui signifie que seuls les joueurs âgés de 17 à 22 ans étaient autorisés à jouer. Toutefois, cette règle n'a pas été respectée par la plupart des clubs et des joueurs plus âgés ont participé à la compétition. Tirana atteint les demi-finales après avoir gagné 5-1 contre Elbasani et fait match nul 1-1 contre Teuta Durrës. En demi-finale, l'équipe affronte Prizreni ; le match aller se solde par un match nul 2-2 tandis que le match retour est remporté par Tirana 2-1. L'équipe atteint donc la finale une nouvelle fois, où elle affronte le Vllaznia Shkodër le 29 juin. À l'issue du temps réglementaire, le score est de 1-1, ce qui conduit l'arbitre italien Michele Carone à demander aux équipes de disputer une prolongation de deux mi-temps de 15 minutes, mais le Vllaznia refuse. Deux jours après la finale, Tirana se voit accorder la victoire 2-0, ainsi que le titre.
Le club remporte deux des trois championnats nationaux qui se déroulent pendant la Seconde Guerre mondiale, mais en mars 2013, la Fédération albanaise prend la décision de ne pas les reconnaître, déclarant qu'ils n'étaient pas légitimes, puisqu'ils n'étaient pas organisés par l'AFA, mais par le régime fasciste.

### 1944–1957: Période d'après-guerre

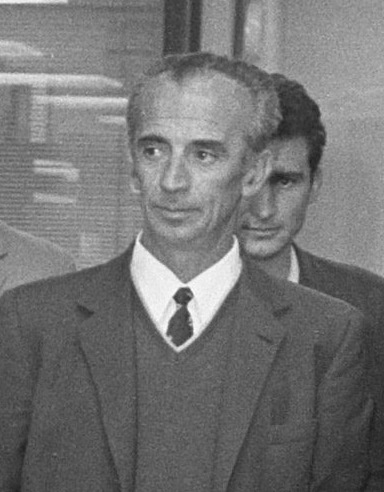
Myslym Alla, entraîneur de Tirana de 1956 à 1972.

Après la fin de la Seconde Guerre mondiale, les activités footballistiques reprennent comme avant la guerre sous la direction de la Fédération albanaise de football. Lors du championnat de 1945, Tirana est placé dans le Groupe B. L'équipe termine facilement en tête du groupe, récoltant 16 points en 10 matchs, atteignant ainsi la finale où elle affronte une nouvelle fois le Vllaznia Shkodër. Elle perd les deux matchs 2-1, manquant ainsi l'occasion de remporter un nouveau championnat.
Sous le régime communiste dirigé par le dictateur Enver Hoxha, Tirana devient rapidement une victime. Début  mars 1946, le Politburo communiste au pouvoir ordonne au club de changer son nom en 17 Nëntori en l'honneur de la libération de Tirana, qui a eu lieu le 17 novembre 1944. Au cours de la décennie suivante, le club fait l'objet d'un traitement épouvantable de la part du régime, comme en témoigne la création d'un système de privilèges pour les équipes nouvellement créées et soutenues par les communistes, le Partizani Tirana et le Dinamo Tirana.
La décennie suivante se déroule dans la même atmosphère étouffante, qui s'alourdit encore avec la création de deux équipes privilégiées par le régime, qui suivent l'expérience de leurs consœurs de l'ex-URSS, de l'ex-Yougoslavie et des autres pays d'Europe de l'Est : Partizani, l'équipe du Ministère de la Défense (en), et Dinamo, l'équipe du Ministère des affaires intérieures (en). Des dizaines de joueurs talentueux de Tirana ont été « convaincus », contre leur gré, de jouer pour le Partizani ou le Dinamo. En conséquence, le 17 Nentori a du mal à se maintenir au sommet pendant les années 1947-1957, mais l'équipe réussit à regagner une partie du terrain perdu pendant la deuxième partie des années 1950, après avoir remplacé en partie decertains des joueurs importants de son équipe.

### 1958–1990: Déclin et renaissance
De 1958 à 1964, Tirana continue à produire du bon football et termine le championnat presque toujours à la troisième place. Ces années sont un prélude à ce qui allait se passer plus tard : Tirana revit sa période de gloire d'avant-guerre sous la houlette de l'inoubliable entraîneur Myslym Alla (en). À la fin du 28e championnat national, Tirana devient champion d'Albanie plus de vingt ans après son dernier titre.
L'équipe réitère son succès l'année suivante, mais c'est un défi évident pour les généraux de Partizani et les chefs des services secrets du Dinamo.

#### 1967: Titre injustement refusé
Le 24 juin 1967, Tirana et le Partizani jouent leur derby lors de la 19e journée du championnat. Le match vient d'être joué dans son intégralité et se termine sur le score de 2-1 pour Tirana. Les supporters quittent pacifiquement les tribunes et, alors que les joueurs avaient déjà quitté le terrain et se dirigeaient vers les vestiaires, deux joueurs adverses s'invectivent sur la pelouse.
Le lendemain matin, les journaux titrent : « En raison d'une décision directe de la Fédération, Tirani et Partizani déclarent forfait pour le match et se voient retirer 3 points chacun, et perdront par forfait les matchs restants ! »,.
Quelques jours plus tard, il est révélé que cette décision a été prise directement par le Ministère des affaires intérieures (en). Puisque Partizani était hors de la lutte pour le titre à cause d'un énorme écart de points et que le seul moyen pour le Dinamo d'obtenir le titre était de dépasser Tirana - leader du classement à ce moment-là, cette décision a permis d'assurer le titre au Dinamo. Le jour de la remise du trophée, Skënder Jareci, l'entraîneur du Dinamo, n'a pas voulu faire le traditionnel tour d'honneur, estimant que son équipe ne méritait pas vraiment ce titre.
En déclarant forfait pour ce match et en perdant les trois matchs restants, le Dinamo gagnait automatiquement suffisamment de points pour dépasser Tirana et remporter le titre. C'est une honte pour le football albanais, à tel point que l'UEFA s'abstient de reconnaître le Dinamo comme champion cette année-là. La saison suivante, le Dinamo est disqualifié et se voit refuser l'accès à la Coupe d'Europe par l'UEFA ; ses adversaires, Braunschweig, gagnent automatiquement et atteindront finalement les quarts de finale.

#### Défiance
Tirana remporte ensuite le championnat deux années de suite avec brio, ne perdant que deux matchs en 1968 et un seul au cours de la saison 1969-1970.
Au cours des années 1970, Tirana lutte avec acharnement pour rester au sommet, son meilleur résultat étant une deuxième place. Pourtant, le club remporte deux fois la coupe nationale. La génération des anciens joueurs arrive en fin de carrière et cela ne peut que marquer la fin d'une ère de succès. Cependant, la période d'insuccès n'allait pas durer longtemps cette fois-ci. Tirana remporte le championnat lors de la saison 1981-1982, et le remporte à trois autres reprises au cours des années 1980, en 1985, 1988 et 1989. Le club remporte également la Coupe d'Albanie en 1983 (en), 1984 (en) et 1986 (en). Il connaît également le succès dans les compétitions européennes, atteignant quatre fois les huitièmes de finale dans les années 1980, dont trois fois en Coupe des clubs champions européens. De nombreux joueurs de l'équipe constituent le noyau de l'équipe nationale, comme Agustin Kola, Arben Minga, Shkëlqim Muça (en) et Mirel Josa (en),,.

### 1991–2006: Retour à la réussite
En août 1991, moins d'un an après la chute du communisme en Albanie (en), Tirana retrouve son ancien nom et, comme toute la société albanaise, traverse une période de profonds changements. Presque tous les meilleurs joueurs albanais ont quitté le pays et sont partis à l'étranger à la recherche d'une équipe plus riche qui pourrait les engager. Mais il semble que le club n'ait pas pu rester trop longtemps à l'écart des premières places. L'équipe renoue avec la victoire en remportant la Coupe d'Albanie en 1994 (en), en battant Teuta Durrës 1-0 sur l'ensemble des deux matchs. Peu après, en janvier 1995, l'équipe remporte également sa première Supercoupe d'Albanie en battant 1-0 Teuta Durrës au stade Qemal-Stafa. Quelques mois plus tard, elle remporte son 15e championnat en terminant avec 12 points d'avance sur son dauphin, Teuta Durrës.
Ce championnat est suivi d'un autre en 1996, Tirana l'ayant remporté avec un point d'avance sur Teuta Durrës une fois de plus. L'équie remporte également la Coupe en 1996 (en), réalisant le doublé pour la deuxième fois de son histoire. Un autre doublé suit en 1999. Au cours des années suivantes, Tirana continue à dominer le football albanais, remportant 10 des 18 championnats albanais suivants. L'équipe domine également les coupes nationales, ajoutant à son palmarès trois Coupes d'Albanie et cinq autre Supercoupes d'Albanie.

### 2011–2018: Changement de propriétaire, déclin et relégation

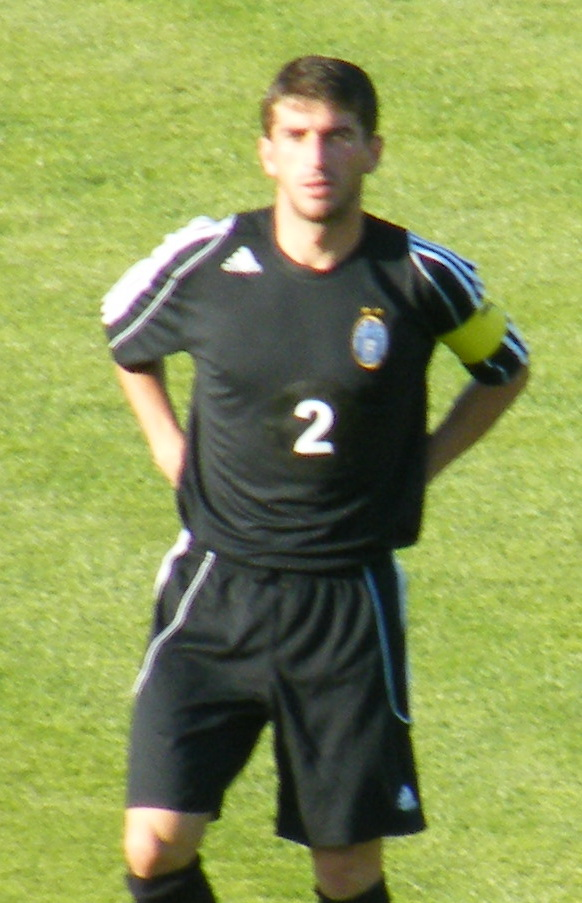
Elvis Sina, joueur le plus capé de l'histoire de Tirana avec plus de 500 apparitions toutes compétitions confondues

Après une saison 2006-2007 réussie qui voit le club remporter confortablement le championnat albanais, l'équipe commence à se battre pour obtenir des résultats. Elle commence la saison en se faisant éliminer de la Ligue des Champions par le NK Domžale. Malgré une victoire en Supercoupe d'Albanie contre le Besa Kavajë, Tirana ne peut faire mieux qu'une 6e place, son plus mauvais résultat depuis 1993. En coupe, l'équipe s'incline en finale face au Vllaznia Shkodër.
La saison suivante, Tirana rebondit. Inspirée par l'attaquant Migen Memelli qui marque 30 buts, Tirana réussit à remporter le championnat pour la 24e fois de son histoire. En coupe, ils atteignent une nouvelle fois la finale, mais sont de nouveau battus, cette fois par Flamurtari Vlorë. Au cours des années suivantes, Tirana connaît des fortunes diverses, n'étant pas en mesure de remporter le championnat mais réalisant de bonnes performances en coupe en la remportant en 2011 et 2012, ainsi que trois Supercoupes d'Albanie en 2009, 2011 et 2012. La saison 2010-2011 est marquée par des controverses entre le président et le directeur sportif du club, entraînant des retards dans le paiement des salaires des joueurs, certains joueurs n'ayant même pas reçu leur salaire.
Le 12 octobre 2011, le conseil municipal de Tirana vote à l'unanimité le changement de statut du club, cette dernière se transformant en actionnaire sous le nom de KF Tirana Sh.A, détenant initialement 100 % des parts du club, mais ouvrant la possibilité à de futurs sponsors et investisseurs privés.
À partir de 2013, Tirana entre dans une période d'échecs. Lors de la saison 2013-2014 (en), l'équipe frôle la relégation pour la première fois de son histoire. Fin décembre 2013, elle est dernière du classement avec seulement 10 points en 13 matchs, à 7 points du premier non-relégable. Cependant, la nomination de Gugash Magani (en) au poste d'entraîneur et un mercato hivernal réussi permettent à l'équipe de rebondir et de terminer à la 6e place, assurant son maintien lors de l'avant-dernière journée. Le 26 juin 2014, le conseil municipal de Tirana approuve une proposition visant à donner à des investisseurs privés 66 % des actifs du club pour les 18 prochaines années. du premier non-relégable. Cependant, la nomination de Refik Halili (en) et Lulzim Morina entrent au capital du club.

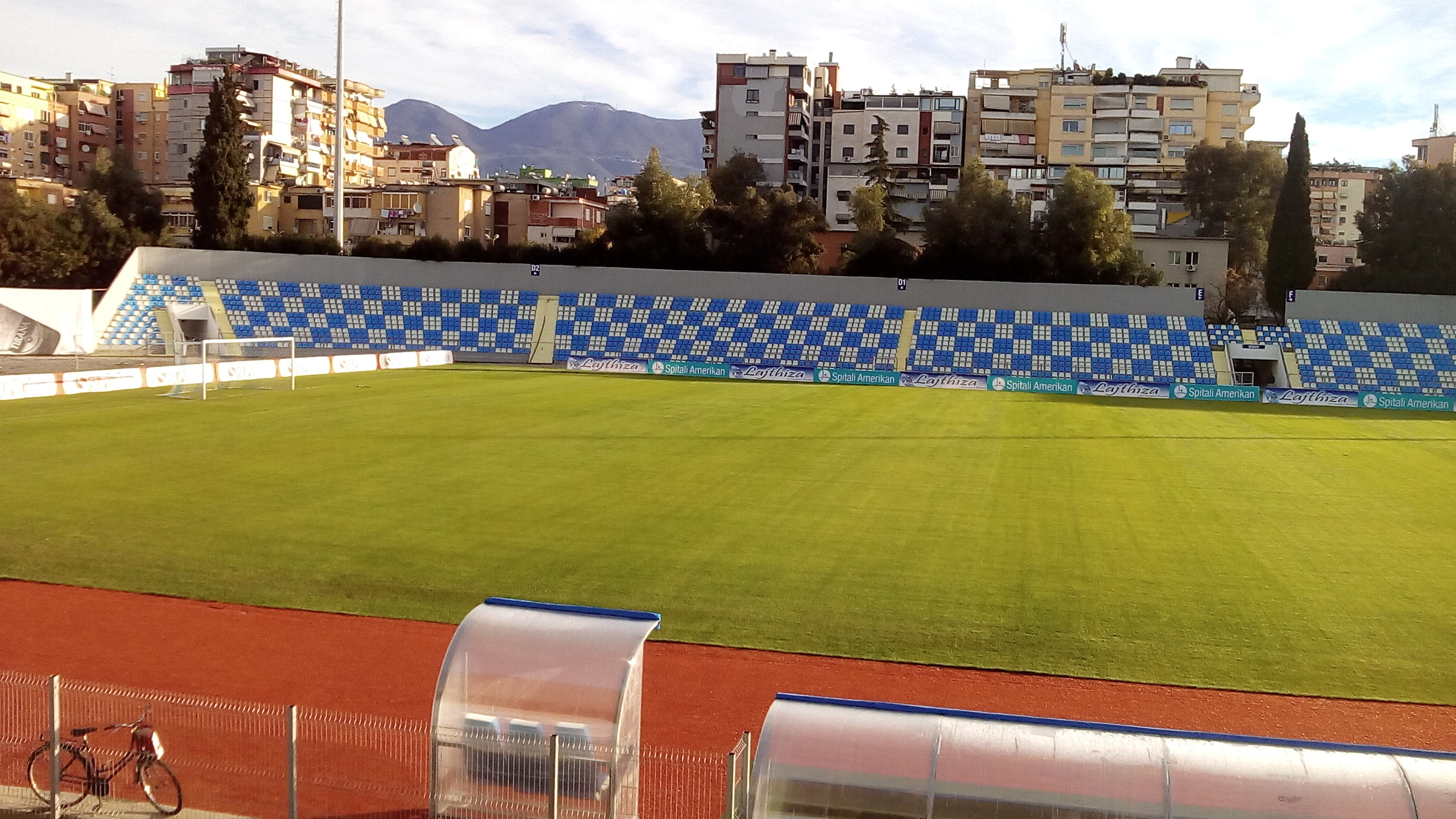
Le stade Selman-Stërmasi est rénové entre 2014 et 2015.

Tirana commence la saison 2014-2015 (en) avec de grandes ambitions, se battant pour le titre en première partie de saison. Lors de la deuxième moitié de saison, cependant, l'équipe décline et termine finalement à la 5e place. En coupe, Tirana est éliminée de manière controversée par Laç en demi-finale 1-0 sur l'ensemble des deux matchs. Laçi remporte la coupe contre Kukës, privant une nouvelle fois Tirana d'Europa League. Le club est relégué lors de la saison 2016-2017 (en). De prétendant au titre à la mi-saison, Tirana s'est effondrée pour finalement être reléguée pour la première fois de son histoire. Ilir Daja (en) est licencié le 1er novembre après un match nul contre Vllaznia Shkodër, et est remplacé par Mirel Josa (en), de retour au pays. Le club rompt également ses relations avec les supporters après avoir autorisé ses rivaux de toujours, le Partizani Tirana, à jouer au stade Selman-Stërmasi ; ces derniers se sont opposés à un tel accord et ont par la suite boycotté les matchs pendant toute la saison Tirana a ensuite connu une série de 15 matchs sans victoire avant de s'imposer 2-0 contre le Korabi Peshkopi. La relégation est officiellement confirmée le 27 mai à l'issue d'un match nul contre le Vllaznia Shkodër, un autre club en difficulté. En coupe, Tirana obtient de meilleurs résultats, remportant son 16e trophée le 31 mai après avoir battu 3-1 Skënderbeu Korçë à Elbasan Arena. Tirana fait son retour en Europe après cinq ans d'absence.
Tirana conserve la plupart de ses joueurs en vue de la nouvelle saison. Le club nomme l'ancien international brésilien Zé Maria en tant que nouvel entraîneur. L'équipe est éliminée de l'Europa League par le Maccabi Tel Aviv. En septembre 2017, Tirana remporte un autre trophée, sa 11e Supercoupe d'Albanie après avoir gagné 1-0 contre Kukës. En remportant deux trophées nationaux majeurs et en participant à l'Europe, Tirana établit un record étonnant en devenant la première et la seule équipe de deuxième division albanaise à réaliser cet exploit. En championnat, Tirana domine de manière écrasante, tant à domicile qu'à l'extérieur,. L'objectif du club, à savoir un retour rapide dans l'élite, est atteint à trois journées de la fin du championnat. Tirana remporte son premier titre de deuxième division albanaise le 16 mai en s'imposant 2-0 contre les vainqueurs du groupe A Kastrioti Krujë.

### Depuis 2019:100eanniversaire et retour dans l'élite
Tirana remporte son 25e championnat en 2020, à l'occasion du centenaire du club. Il s'agit de son premier titre de champion depuis 11 ans. Au cours de la saison, l'équipe enregistre deux victoires contre le Partizani, mettant fin au record négatif de 18 matchs sans victoire contre cette équipe ; la victoire 5-1 en février 2020 est la plus large depuis 2005,. Ndubuisi Egbo prend les rênes de l'équipe à partir de la 13e journée ; il est très apprécié pour son travail et devient le premier entraîneur africain à remporter un titre de champion en Europe,. En coupe, l'équipe atteint la finale mais est battu 2-0 par Teuta.
À l'été 2020, Tirana atteint les barrages d'Europa League, devenant le troisième club albanais à réaliser cet exploit après Skënderbeu et Partizani. Ils sont éliminés par l'équipe suisse des Young boys de Berne. Lors du championnat, Tirana ne réussit pas à défendre son titre et termine à une décevante 5e place. Egbo est licencié et remplacé par Orges Shehi à la mi-saison. Lors de la saison suivante, Tirana domine le championnat et remporte son 26e titre de champion. Grâce au duo offensif Taulant Seferi et Redon Xhixha (en), et à des joueurs tels qu'Ennur Totre (en), Vesel Limaj (en), Visar Bekaj (en) et Ardit Toli (en), Tirana s'assure le titre à trois journées de la fin.

## Stades

### Shallvare (1920-1946)
Le premier stade du club est le Shallvare (en), situé dans le centre de Tirana, où se trouve aujourd'hui le bloc Shallvare, acquis par le club avant sa formation en 1920. Le terrain servait également de centre de loisirs pour les jeunes de Tirana, et c'était un lieu de rassemblement populaire où l'on jouait à divers jeux pendant les fêtes religieuses. Avant d'être utilisé comme terrain de football, le site servait de terrain de sports à la garnison de l'Empire ottoman et, en 1916, de piste d'atterrissage pour l'Aviation des troupes impériales et royales austro-hongroises. Le club joue son premier match au Shallvare en 1920 contre une équipe composée par l'occupant austro-hongrois. En 1925, des vestiaires sont construits à côté du terrain, et au début des années 1930, une piste d'athlétisme est aménagée autour du terrain. L'administrateur du terrain était l'arbitre de football Besim Hamdiu (Qorri), qui n'avait qu'un seul assistant pour son entretien. Le stade n'avait pas de tribune principale ni de places assises pour les spectateurs, mais un bâtiment à deux étages construit en 1923 par un membre du parlement, Masar Këlliçi. Le bâtiment se trouvait à 50 mètres du terrain de football et était situé dans son axe, son balcon faisant face au terrain et aux montagnes Dajt (en). Le terrain était également utilisé pour d'autres événements sportifs ainsi que pour des défilés militaires, dont l'un auquel le président et futur monarque Ahmet Zogu a assité en 1927. Le terrain est détruit en 1951 et des immeubles d'habitation de style soviétique sont construits à la place,.

### Stade Qemal-Stafa (1946–2015)
L'enceinte du KF Tirana est est le stade Selman-Stërmasi, qui est partagé avec ses rivaux de Tirana, le Dinamo et le Partizani. Cependant, la plupart des derbys et des matchs importants sont joués au stade Qemal-Stafa de l'équipe nationale. Le stade est également utilisé en cas d'indisponibilité du stade Selman-Stërmasi, car il est utilisé par trois équipes différentes. Le club a exprimé son désir de reconstruire l'actuel stade Selman-Stërmasi pour en faire un complexe moderne de 15 000 à 20 000 places. Il s'agirait du premier stade albanais moderne de l'après-communisme sans piste d'athlétisme autour du terrain, ce qui, espère-t-il, donnera plus d'ambiance et attirera plus de supporters. La construction a commencé à l'occasion du centenaire du club, en 2020.

### Stade Selman-Stërmasi (depuis 1956)

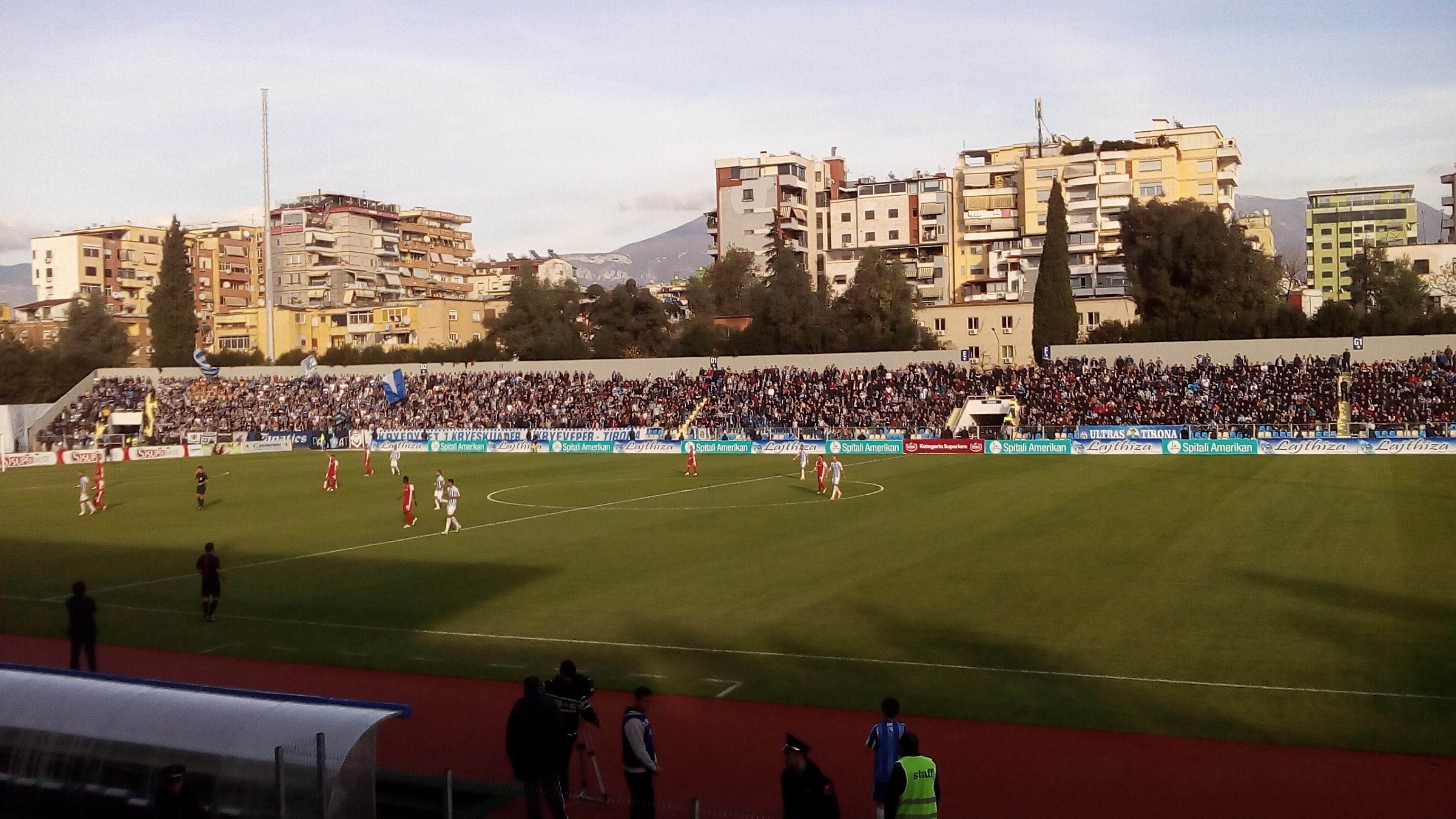
Le stade Selman-Stërmasi lors de son match inaugural

Le KF Tirana joue la plupart de ses matchs officiels et amicaux au stade Selman-Stërmasi de Tirana. Ce stade a été construit en 1956 et portait auparavant le nom de stade « Dinamo » jusqu'en 1991, date à laquelle il a reçu son nouveau nom. La Fédération albanaise de football et le club ont décidé de baptiser le stade en l'honneur du joueur, entraîneur et président du KF Tirana, Selman Stërmasi (en).
Le stade a une capacité de 12 500 places (8 400 places assises). En décembre 2014, une phase de restauration est lancée, comprenant une nouvelle pelouse, une tribune principale centrale couverte, une tribune centrale pour les supporters comprenant deux rangées supplémentaires, des remplacements/réparations de sièges cassés ou manquants, des installations intérieures, des linéaires généraux et un centre commercial juste en dessous de la tribune centrale. Les installations intérieures comprennent une salle de conférence de presse, et des douches modernisées. Les tribunes latérales des supporters sont temporairement fermées et couvertes par des panneaux publicitaires. On ne sait pas encore quand le tableau d'affichage et l'horloge du stade seront installés.
Le parking principal est situé à l'avant du stade et mène à l'entrée. Toute la partie extérieure du stade est entourée d'une clôture de 2,7 mètres.

### Complexe Skënder Halili
Le terrain d'entraînement du club est le Complexe Skënder Halili (en) et est situé près de Rruga et Kavajës, à proximité de l'usine Birra Tirana (en). Le complexe d'entraînement est nommé à titre posthume en l'honneur de Skënder Halili, qui fut l'un des membres les plus remarquables du club, tant pendant sa carrière de joueur qu'après. Le complexe comprend un terrain de football en gazon naturel de grande taille, ainsi qu'un plus petit terrain en gazon synthétique et des vestiaires utilisés par l'équipe senior ainsi que par certaines équipes de jeunes. En décembre 2014, des travaux ont débuté au complexe Skënder Halili et au stade Selman-Stërmasi afin de rénover entièrement ces terrains pour qu'ils puissent être utilisés par le club. Sur le terrain d'entraînement, les installations ont été améliorées, y compris les vestiaires et même la tribune unique qui accueille un petit nombre de spectateurs pour ceux qui souhaitent assister aux séances d'entraînement et même aux matchs amicaux occasionnels qui sont joués sur le terrain.

## Supporters

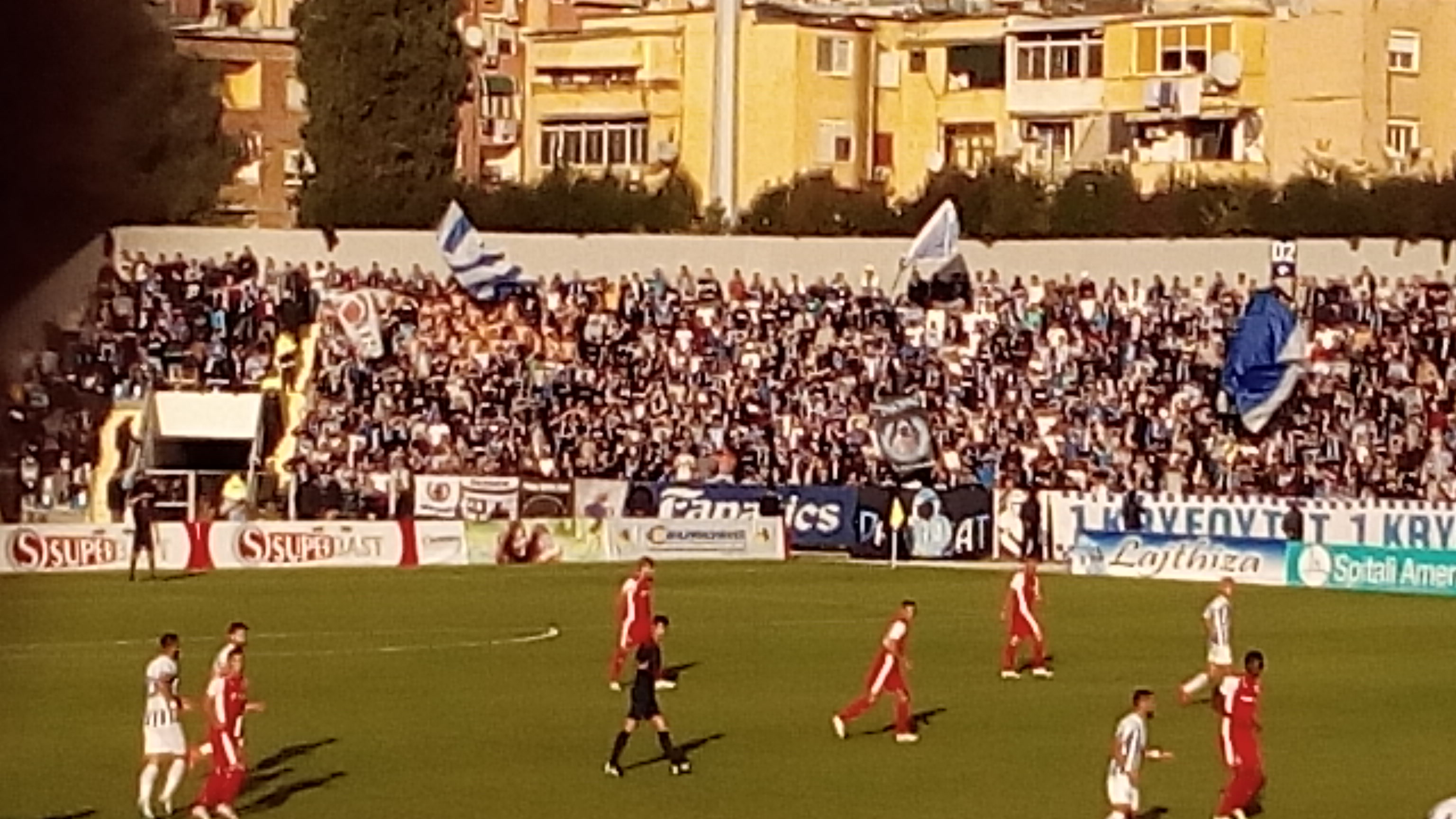
Le match KF Tirana vs KF Skënderbeu Korçë, le 30 November 2015.

Tirana est considéré comme l'un des clubs de football les plus soutenus d'Albanie, et ses supporters ont également formé le premier groupe Ultras du pays en 1986, appelé Ultras Tirona. Le groupe a été contraint d'opérer illégalement car le régime communiste ne permettait pas à de tels groupes organisés de fonctionner. Malgré cela, ses partisans ont utilisé le sport comme moyen de manifester leur désaccord avec le régime en place et, après la chute du communisme en Albanie, ils sont devenus plus organisés et ont attiré davantage de partisans à la fin des années 1990 et au début des années 2000. Au milieu des années 2000, des supporters plus jeunes ont commencé à apparaître et ont estimé que les anciens Ultras Tirona ne les représentaient pas entièrement, ce qui a conduit les jeunes supporters à former un nouveau groupe Ultras appelé les Tirona Fanatics le 8 janvier 2006,,,.
Les Tirona Fanatics sont largement considérés comme un groupe de tifos de droite, tandis que les Ultra Guerrils sont principalement associés à la gauche en raison de leur histoire. Le groupe a rapidement augmenté le nombre de ses membres et est devenu le groupe de supporters le plus organisé d'Albanie, suivant Tirana à domicile et à l'extérieur, y compris lors des matchs européens. Le 20 mai 2015, la majorité des membres fondateurs de Tirona Fanatics ont décidé de confier la gestion du groupe à des supporters plus jeunes. Le groupe a un partenariat avec le groupe macédonien Shvercerat du FK Shkupi.

### Rivalités
Les supporters ont trois principaux rivaux : le Vllaznia Shkodër, le plus ancien derby du pays, dont les matchs sont appelés « le derby albanais de tous les temps ». Les autres rivalités sont les derbies de Tirana (en) avec le Dinamo Tirana et le Partizani Tirana. Cependant, depuis les années 2010, ils ont développé une rivalité féroce avec le Skënderbeu Korçë depuis la montée en puissance de cette équipe.

## Effectif professionnel actuel

### Équipe première
Le premier tableau liste l'effectif de l'équipe première du KF Tirana pour la saison 2022-2023 et le second récapitule les prêts effectués par le club lors de cette même saison.

### Joueurs prêtés
| Joueurs prêtés |    |                      |            |                     |                 |                   |  |
| \| N° \| P. \| Nat. \| Nom \| Date de naissance \| Sélection \| Club en prêt \| \| \| - \| A \| \| Enes Kuka \| 14/06/2002 (22 ans) \| – \| KS Besa Kavajë \| \| \| - \| A \| \| Omar Musaj \| 15/04/2002 (23 ans) \| Albanie -20 ans \| KS Turbina Cërrik \| \| |    |                      |            |                     |                 |                   |  |
| N° | P. | Nat.                 | Nom        | Date de naissance   | Sélection       | Club en prêt      |  |
| - | A  | Drapeau de l'Albanie | Enes Kuka  | 14/06/2002 (22 ans) | –               | KS Besa Kavajë    |  |
| - | A  | Drapeau de l'Albanie | Omar Musaj | 15/04/2002 (23 ans) | Albanie -20 ans | KS Turbina Cërrik |  |

| N° | P. | Nat.                 | Nom        | Date de naissance   | Sélection       | Club en prêt      |  |
| -  | A  | Drapeau de l'Albanie | Enes Kuka  | 14/06/2002 (22 ans) | –               | KS Besa Kavajë    |  |
| -  | A  | Drapeau de l'Albanie | Omar Musaj | 15/04/2002 (23 ans) | Albanie -20 ans | KS Turbina Cërrik |  |

## Bilan sportif

### Palmarès
- Championnat d'Albanie (26)*
  - Champion : 1930, 1931, 1932, 1934, 1936, 1937, 1965, 1966, 1968, 1970, 1982, 1985, 1988, 1989, 1995, 1996, 1997, 1999, 2000, 2003, 2004, 2005, 2007, 2009, 2020, 2022.
  - Vice-champion : 1945, 1959, 1967, 1972, 1976, 1979, 1980, 1984, 1994, 1998, 2001, 2002, 2006, 2023

- Coupe d'Albanie (16)*
  - Vainqueur : 1939, 1963, 1976, 1977, 1983, 1984, 1986, 1994, 1996, 1999, 2001, 2002, 2006, 2011, 2012, 2017
  - Finaliste : 1949, 1950, 1952, 1982, 1995, 2005, 2008, 2009, 2019, 2020, 2023

- Supercoupe d'Albanie (12)*
  - Vainqueur : 1994, 2000, 2002, 2003, 2005, 2006, 2007, 2009, 2011, 2012, 2017, 2022.
  - Finaliste : 1989, 2001, 2004, 2020
- Deuxième division albanaise (1) :
  - Vainqueur : 2018

(*) Record

### Bilan européen
Légende
- Victoire ou qualification pour le tour suivant.
- Match nul.
- Défaite ou élimination de la compétition.

Note : dans les résultats ci-dessous, le score du club est toujours donné en premier
| Saison    | Compétition               | Tour              | Club                     | Domicile | Extérieur | Total             |
| --------- | ------------------------- | ----------------- | ------------------------ | -------- | --------- | ----------------- |
| 1965-1966 | Coupe des clubs champions | Premier tour      | Kilmarnock FC            | 0 - 0    | 0 - 1     | 0 - 1             |
| 1966-1967 | Coupe des clubs champions | Premier tour      | Vålerenga                | Abandon  | Abandon   | Abandon           |
| 1969-1970 | Coupe des clubs champions | Premier tour      | Standard de Liège        | 1 - 1    | 0 - 3     | 1 - 4             |
| 1970-1971 | Coupe des clubs champions | Premier tour      | Ajax Amsterdam           | 2 - 2    | 0 - 2     | 2 - 4             |
| 1982-1983 | Coupe des clubs champions | Premier tour      | Linfield FC              | 1 - 0    | 1 - 2     | 2E - 2            |
| 1982-1983 | Coupe des clubs champions | Deuxième tour     | Dynamo Kiev              | Abandon  | Abandon   | Abandon           |
| 1983-1984 | Coupe des coupes          | Premier tour      | Hammarby IF              | 2 - 1    | 0 - 3     | 2 - 4             |
| 1986-1987 | Coupe des coupes          | Premier tour      | Dinamo Bucarest          | 1 - 0    | 2 - 1     | 3 - 1             |
| 1986-1987 | Coupe des coupes          | Deuxième tour     | Malmö FF                 | 0 - 3    | 0 - 0     | 0 - 3             |
| 1988-1989 | Coupe des clubs champions | Premier tour      | Ħamrun Spartans          | 2 - 0    | 1 - 2     | 3 - 2             |
| 1988-1989 | Coupe des clubs champions | Deuxième tour     | IFK Göteborg             | 0 - 3    | 0 - 1     | 0 - 4             |
| 1989-1990 | Coupe des clubs champions | Premier tour      | Sliema Wanderers         | 5 - 0    | 0 - 1     | 5 - 1             |
| 1989-1990 | Coupe des clubs champions | Deuxième tour     | Bayern Munich            | 0 - 3    | 1 - 3     | 1 - 6             |
| 1994-1995 | Coupe des coupes          | Tour préliminaire | FK Babrouïsk             | 3 - 0    | 1 - 4     | 4E - 4            |
| 1994-1995 | Coupe des coupes          | Premier tour      | Brøndby IF               | 0 - 1    | 0 - 3     | 0 - 4             |
| 1995-1996 | Coupe UEFA                | Tour préliminaire | Hapoël Beer-Sheva        | 0 - 1    | 0 - 2     | 0 - 3             |
| 1996-1997 | Coupe UEFA                | Premier tour Q    | Croatia Zagreb           | 2 - 6    | 0 - 4     | 2 - 10            |
| 1998-1999 | Coupe UEFA                | Premier tour Q    | Inter Bratislava         | 0 - 2    | 0 - 2     | 0 - 4             |
| 1999-2000 | Ligue des champions       | Premier tour Q    | ÍB Vestmannaeyja         | 1 - 2    | 0 - 1     | 1 - 3             |
| 2000-2001 | Ligue des champions       | Premier tour Q    | Zimbru Chisinau          | 2 - 3    | 2 - 3     | 4 - 6             |
| 2001-2002 | Coupe UEFA                | Tour préliminaire | Apollon Limassol         | 3 - 2    | 1 - 3     | 4 - 5             |
| 2002-2003 | Coupe UEFA                | Tour préliminaire | Național Bucarest        | 0 - 1    | 2 - 2     | 2 - 3             |
| 2003-2004 | Ligue des champions       | Premier tour Q    | Dinamo Tbilissi          | 3 - 0 ap | 0 - 3     | 3 - 3 (4 - 2 tab) |
| 2003-2004 | Ligue des champions       | Deuxième tour Q   | Grazer AK                | 1 - 5    | 1 - 2     | 2 - 7             |
| 2004-2005 | Ligue des champions       | Premier tour Q    | FK Homiel                | 0 - 1    | 2 - 0     | 2 - 1             |
| 2004-2005 | Ligue des champions       | Deuxième tour Q   | Ferencváros TC           | 2 - 3    | 1 - 0     | 3 - 3E            |
| 2005-2006 | Ligue des champions       | Premier tour Q    | ND Gorica                | 3 - 0    | 0 - 2     | 3 - 2             |
| 2005-2006 | Ligue des champions       | Deuxième tour Q   | CSKA Sofia               | 0 - 2    | 0 - 2     | 0 - 4             |
| 2006-2007 | Coupe UEFA                | Premier tour Q    | Varteks Varaždin         | 2 - 0    | 1 - 1     | 3 - 1             |
| 2006-2007 | Coupe UEFA                | Deuxième tour Q   | Kayserispor              | 0 - 2    | 1 - 3     | 1 - 5             |
| 2007-2008 | Ligue des champions       | Premier tour Q    | NK Domžale               | 1 - 2    | 0 - 1     | 1 - 3             |
| 2009-2010 | Ligue des champions       | Deuxième tour Q   | Stabæk                   | 1 - 1    | 0 - 4     | 1 - 5             |
| 2010-2011 | Ligue Europa              | Premier tour Q    | Zalaegerszeg TE          | 0 - 0    | 1 - 0 ap  | 1 - 0             |
| 2010-2011 | Ligue Europa              | Deuxième tour Q   | FC Utrecht               | 1 - 1    | 0 - 4     | 1 - 5             |
| 2011-2012 | Ligue Europa              | Deuxième tour Q   | Spartak Trnava           | 0 - 0    | 1 - 3     | 1 - 3             |
| 2012-2013 | Ligue Europa              | Premier tour Q    | CS Grevenmacher          | 2 - 0    | 0 - 0     | 2 - 0             |
| 2012-2013 | Ligue Europa              | Deuxième tour Q   | Aalesund FK              | 1 - 1    | 0 - 5     | 1 - 6             |
| 2017-2018 | Ligue Europa              | Premier tour Q    | Maccabi Tel-Aviv         | 0 - 3    | 0 - 2     | 0 - 5             |
| 2020-2021 | Ligue des champions       | Premier tour Q    | Dinamo Tbilissi          | N/A      | 2 - 0     | 2 - 0             |
| 2020-2021 | Ligue des champions       | Deuxième tour Q   | Étoile rouge de Belgrade | 0 - 1    | N/A       | 0 - 1             |
| 2020-2021 | Ligue Europa              | Barrages Q        | BSC Young Boys           | N/A      | 0 - 3     | 0 - 3             |
| 2022-2023 | Ligue des champions       | Premier tour Q    | F91 Dudelange            | 1 - 2    | 0 - 1     | 1 - 3             |
| 2022-2023 | Ligue Europa Conférence   | Deuxième tour Q   | Zrinjski Mostar          | 0 - 1    | 2 - 3     | 2 - 4             |
| 2023-2024 | Ligue Europa Conférence   | Premier tour Q    | Dinamo Batoumi           | 1 - 1    | 2 - 1     | 3 - 2             |
| 2023-2024 | Ligue Europa Conférence   | Deuxième tour Q   | Beşiktaş JK              | 0 - 2    | 1 - 3     | 1 - 5             |
| 2024-2025 | Ligue Conférence          | Premier tour Q    | Torpedo Koutaïssi        | 0 - 1    | 1 - 1     | 1 - 2             |

## Anciens joueurs

### Record d'apparitions
| Rang | Joueur                | Années                                  | Matchs | Buts |
| 1    | Elvis Sina (en)       | 1996–2006 2007–2008 2009–2014           | 392    | 8    |
| 2    | Arben Minga           | 1975–1991 1994–1997                     | 387    | 136  |
| 3    | Blendi Nallbani (en)  | 1990–1991 1992–1993 1994–2001 2004–2011 | 327    | 1    |
| 4    | Nevil Dede            | 1994–2004 2006–2007 2009–2010           | 299    | 30   |
| 5    | Agustin Kola          | 1980–1991 1994–1997                     | 298    | 133  |
| 6    | Erando Karabeci (en)  | 2009–2020                               | 273    | 10   |
| 7    | Mirel Josa (en)       | 1980–1991                               | 253    | 40   |
| 8    | Rezart Dabulla        | 1998–2006 2008–2013                     | 245    | 9    |
| 9    | Ervin Bulku           | 1998–2006 2014–2016                     | 235    | 15   |
| 10   | Erjon Hoxhallari (en) | 2011–2014 2015–2022                     | 229    | 10   |

### Meilleurs buteurs
| Rang | Joueur               | Années                        | Buts | Matchs |
| 1    | Indrit Fortuzi       | 1993–1998 2000–2005 2007–2008 | 152  | 210    |
| 2    | Arben Minga          | 1971–1990 1994–1997           | 136  | 387    |
| 3    | Agustin Kola         | 1980–1991 1994–1997           | 133  | 298    |
| 4    | Shkëlqim Muça (en)   | 1978–1988                     | 88   | 192    |
| 5    | Petrit Dibra         | 1970–1980                     | 70   | 187    |
| 6    | Devi Muka (en)       | 1998–1999 2003–2010           | 61   | 201    |
| 7    | Skënder Hyka         | 1963–1974                     | 60   | 157    |
| 8    | Mahir Halili         | 2000–2005                     | 46   | 133    |
| 9    | Pavllo Bukoviku (en) | 1957–1958 1961–1971           | 45   | 147    |
| 10   | Hamdi Salihi         | 2005–2007                     | 42   | 52     |

## Les différents logos du club

Logo no 1
Logo no 2
Logo no 3
Logo no 4
Logo no 5
Dernier Logo